# Stefania Petyx
Stefania Petyx (Palermo, 4 novembre 1969) è un personaggio televisivo italiano, inviata della trasmissione Striscia la notizia.

## Biografia
Il cognome Petyx, diffuso principalmente nella Sicilia occidentale, potrebbe essere di origine arbëreshë e derivare dal nome della località albanese di Petës. In tal senso sarebbe affine al cognome Petta, tipico di Piana degli Albanesi.
Stefania Petyx è stata la prima donna tra gli inviati di Striscia la notizia, operante dal 2004. I suoi servizi riguardano quasi esclusivamente la Sicilia, in particolare il capoluogo Palermo.
È caratterizzata da un look da cartone animato: coda di cavallo, impermeabile giallo abbinato a quello del cane bassotto Carolina che la affianca nei servizi, pantaloni neri e stivali gialli. La frase Ma il bassotto poliziotto scoprirà la verità, che di solito annuncia la seconda parte di ogni servizio della Petyx, è tratta dal famoso brano per bambini Johnny Bassotto, interpretato da Lino Toffolo nel 1976. All'interno dei suoi servizi per Striscia vengono proposti anche gli altri cinque brani: il brano La vasca interpretato nel 2000 da Alex Britti (quando si vede una piscina), la prima sigla di Holly e Benji del 1986 con il titolo Holly e Benji due fuoriclasse, brano interpretato da Paolo Picutti (quando si vede un campo di calcio), il noto Un mondo d'amore interpretato nel 1967 da Gianni Morandi e il celeberrimo successo Casetta in Canadà, interpretato nel 1957 da Nilla Pizzi (entrambi quando si vedono fiori).
Le si attribuisce il merito di aver scoperto i fatti illeciti relativi alla Banca Popolare di Lodi, oggi Banca Popolare Italiana. Nel febbraio 2005 in una puntata di Striscia la notizia la Petyx denunciò spese addebitate per servizi non resi nei conti correnti dei clienti della Popolare di Lodi.
Stefania Petyx è citata nel libro I furbetti del quartierino di Elio Lannutti, che descrive il percorso dello scandalo bancario e riconosce lo scoop di Stefania Petyx su Striscia la notizia che, per mesi, fu l'unico mezzo di stampa a denunciare il comportamento dell'istituto bancario di Lodi.
(Michele Gambino, Elio Lannutti, 2005)
Altra iniziativa di Stefania Petyx è stata la visita, ancora una volta come inviata del programma televisivo Striscia la notizia, a casa di Antonietta (Ninetta) Bagarella, moglie del tristemente famoso ex capo di Cosa Nostra, Salvatore "Totò" Riina.

## Premi
- 2008 Premio Mimosa d'oro. Primo riconoscimento ufficiale[4].
- 2008 Sport Film Festival. A Striscia la Notizia, ritira l'inviata Stefania Petyx[5].
- 2009 Premio Colapesce. Per le inchieste sull'alluvione nel Messinese[6].
- 2010 Premio Pino Careddu. Per la denuncia del malaffare politico portata avanti nei suoi servizi[7].
- 2010 Giornalismo in Rosa. Come esponente del giornalismo siciliano[8].
- 2010 Premio Paolo Borsellino. Per l'azione sociale contro la violenza e l'ingiustizia[9].
- 2010 Premio ANDE. Per l'impegno civile[10].
- 2010 Torneo di Calcio Ali per Volare.
- 2011 Relatrice all'incontro "Inchiesta e ironia" nell'ambito del Premio Ilaria Alpi[11].
- 2011 Premio Borsellino vittime della mafia L'alba della legalità 2011 Per la lotta alla mafia[12].
- 2011 Leggio d'oro Premio alla voce del coraggio[13].
- 2011 Premio Mario Francese. Per l'attività svolta a Striscia la Notizia[14].
- 2012 Premio Ornella Geraldini. Premio come Giornalista dell'anno[15].